# Nicor
Nicor Inc. war eine im Aktienindex S&P 500 gelistete amerikanisches Holding mit Firmensitz in Naperville, Illinois. Im Dezember 2011 wurde Nicor von AGL Resources übernommen.
Nicor war über verschiedene Tochterunternehmen vor allem in der Gasversorgung, aber auch im Reedereigeschäft tätig. Aktuell besteht noch die Nicor Gas als Tochterunternehmen der AGL Resources.
Die Aktien werden an den beiden Bösen in New York und Chicago unter dem Kürzel GAS gehandelt. Seit 2005 ist Russ M. Strobel Chairman und CEO der Firma.
Im August 2007 hat die Börsenaufsichtsbehörde SEC ein Betrugsverfahren gegen die ehemaligen Manager Thomas Fisher (CEO), Kathleen Halloran (CFO) und George Behrens, dem Leiter der Finanzabteilung, eingeleitet. Zwischen 1999 und 2002 sollen sie unzulässige Transaktionen genehmigt haben, um Gewinn- und Umsatzziele zu erreichen.

## Tochtergesellschaften
Nicor Gas
Northern Illinois Gas Company wurde 1954 gegründet und gehört mit einem Umsatz von 2,627 Milliarden US-Dollar für das Jahr 2007 zu den größten Gasversorgern der Vereinigten Staaten. Das größte Tochterunternehmen von Nicor kauft Erdgas auf dem offenen Markt ein und beliefert nach eigenen Angaben 2,2 Millionen Kunden im nördlichen Illinois, die Stadt Chicago ausgenommen, in insgesamt 641 Gemeinden. 
Es betreibt ein 37.000 Meilen langes eigenes Rohrnetz, dass über acht Pipelines an das nordamerikanische Netz angeschlossen ist und acht unterirdische Speicher mit einer Kapazität von 150 Milliarden Kubikfuß.  
Ende 2007 waren 2100 Menschen für Nicor Gas beschäftigt.
Tropical Shipping
Das Unternehmen mit Sitz in West Palm Beach (Florida) transportiert Frachtcontainer in der Karibik und den Bahamas. Mit einem Umsatz von 403,9 Millionen US-Dollar 2007 gehört Tropical Shipping zu den größeren Reedereien in dieser Region.
Ende 2007 gehörten acht eigene und weitere elf gecharterte Schiffe zu der Flotte mit einer ungefähren Gesamtkapazität von 5900 TEU.
Weitere Tochtergesellschaften
- Nicor Enerchange, L.L.C.
- Nicor Energy Services Company
- Nicor Solutions, L.L.C.
- Prairie Point Energy, L.L.C.

Anteile
Nicor gehören 50 Prozent von Horizon Pipeline Company, L.L.C., die eine Gaspipeline betreibt. Die andere Hälfte gehört der Morgan Energy Partners, L.P., einer börsennotierten Tochter von Kinder Morgan. 